# Jano Merry
 (décembre 2021).
Si vous disposez d'ouvrages ou d'articles de référence ou si vous connaissez des sites web de qualité traitant du thème abordé ici, merci de compléter l'article en donnant les références utiles à sa vérifiabilité et en les liant à la section « Notes et références ».
Jean Mourier dit Jano Merry, né le 11 août 1930 à Gréez-sur-Roc et mort le 9 novembre 2016 à Paris 15e, est un danseur français, un des fondateurs de la danse Bebop à la Libération.

## Biographie
Il est déjà sur la piste du Caveau des Lorientais à quinze ans en 1945, pendant les vacances ; c'est l'époque du « swing », venu d'Amérique, sur les rythmes de Glenn Miller, Duke Ellington, Claude Luter, Sidney Bechet, Louis Armstrong, Count Basie…
On appelle ces danseurs-là des « zazous », ils ont les cheveux longs et des vestes trop grandes. Ce swing là s'appellera plus tard « Boogie » et deviendra « Bebop » en 1948. De l'autre côté de la Manche, on le nomme « Jive » et par delà l'Atlantique, « Jitterbug ».
C'est Jano qui, le premier, montera un numéro de Bebop acrobatique avec sa troupe « les Rats de Cave ». En 1949, ils vont débuter chez « Carrère » aux Champs-Élysées et seront à l'affiche de plusieurs programmes parisiens aux côtés des vedettes de l'époque, comme Bourvil, Les Compagnons de la chanson, Yves Montand… 

Jano fera même danser Mistinguett dans sa revue « Paris s'amuse » à l'A.B.C. 

C'est la grande époque des caves de Saint-Germain-des-Prés et de l'existentialisme : Jano va côtoyer Boris Vian, Juliette Gréco, Jean-Louis Barrault, Madeleine Renaud…
En 1950, il crée une nouvelle troupe, « les Big Ben Ballets », qui va tourner dans le sud de la France et l'Italie - où elle se produira dans la revue d'Ugo Tognazzi « Quel treno che se si chiama Desiderio » («Un tramway nommé Désir) - puis en Allemagne, à Londres…
En 1955, alors que l'on se met à parler de Bill Haley et du rock 'n' roll, Jano monte un nouveau groupe « Les Jits-Bops » : 4 danseurs, 11 ans de succès, le « Moulin Rouge », l'opérette « Méditerranée » de Francis Lopez, de grandes performances acrobatiques sur des tempos de 55 mesures par minute... Marathon de la danse à Juan-les-Pins et rencontre avec Rita Hayworth et le Prince Ali Khan.
De 1956 à 1966, il mène une vie d'artiste plus que remplie, des spectacles, des tournées tout autour de la terre, des concours, des prix, le succès… il quitte ensuite la scène pour diriger le spectacle du « Sexy », puis plusieurs discothèques jusqu'en 1981.

À partir de 1984, il reprend une activité de professeur de Bebop avec Muriel, son épouse et partenaire depuis lors, avec laquelle il a trouvé le temps d'avoir 4 enfants.